# Enviken
Enviken – miejscowość (tätort) w Szwecji, w regionie administracyjnym (län) Dalarna, w gminie Falun.
Według danych Szwedzkiego Urzędu Statystycznego liczba ludności wyniosła: 840 (31 grudnia 2015), 889 (31 grudnia 2018) i 884 (31 grudnia 2019).